# كولين بان
كولين بان (بالإنجليزية: Cullen Bunn)‏ هو كاتب أمريكي، ولد في 1971 في كارولاينا الشمالية في الولايات المتحدة.

## وصلات خارجية
- الموقع الرسمي
- كولين بان على موقع كينوبويسك (الروسية)